# Prästeståndets ledamöter vid urtima riksdagen 1834–1835
Vid urtima riksdagen 1834–1835 ingick följande ledamöter i prästeståndet.
Biskoparna och pastor primarius i Stockholm var självskrivna, medan övriga präster utsågs för respektive stift. Prästerskapet i Stockholms stad utsåg egna företrädare. Därtill hade universiteten samt Vetenskapsakademien rätt att utse högst två riksdagsmän vardera, vilka skulle ingå i prästerskapet i dess egenskap av lärdomens stånd. Riksdagsmännen för Uppsala och Lunds universitet skulle vara "Profeßorer, från de werldslige Faculteterne" och för Vetenskapsakademien föreskrevs att riksdagsmännen skulle vara "Ofrälse Civile Ledamöter".
Stiften förtecknas i den ordning de anges i prästeståndets protokoll.

### Uppsala ärkestift
- Ärkebiskop Carl von Rosenstein
- Carl Fredrik Björkman
- Lorentz Gustaf Mittag
- Per Magnus Ruus
- Per Persson Svedelius
- Erik Samuel Ödmann

### Linköpings stift
- Biskop Johan Jacob Hedrén
- Carl Erik Hallström
- Lars Laurenius
- Sven Lidman
- Christian Stenhammar
- Jacob Östberg

### Skara stift
- Biskop Sven Lundblad
- Lars Peter Afzelius
- Anders Bjursten (död 5/10 1834)
  - (Johan Fredrik Hvalström, utsedd 19/12 1834 men avsäger sig; tillträder aldrig)
    - (Anders Billdahl, utsedd, vilket anmäls i skrivelse 4/2 1835[3], men avsäger sig, vilket anmäls i skrivelse 18/2 1835[4]; tillträder aldrig)
      - (Jakob Florén, utsedd 11/3 1835 men avsäger sig 8/4 1835; tillträder aldrig)
        - Clas Gustaf Warholm (från 30/4 1835)
- Elias Christopher Grenander
- Mathias Hasselrot

### Strängnäs stift
- Biskop Pehr Thyselius
- Hans Olof Holmström
- Johan Jacob Nibelius
- Per Rosén
- Anders Nils Åstrand

### Västerås stift
- Biskop Sven Caspersson Wijkman (frånvarande)
- Erik Bergqvist
- Gabriel Hwasser
- Gustaf Nibelius
- Jacob Michael Svedelius (död 24/3 1834)
  - Olof Senell (från 21/5 1834)
- Pehr Gustaf Svedelius

### Växjö stift
- Biskop Esaias Tegnér
- Christopher Isac Heurlin
- Daniel Nordin
- Jonas Israel Öhrnberg

### Lunds stift
- Biskop Wilhelm Faxe
- Carl Adolph Agardh (till mars 1835)[5]
- Magnus Bruzelius (avsade sig uppdraget i skrivelse 22/10 1834[6])
  - Anders Otto Lindfors (från 18/12 1834)
- Jonas Albin Engeström
- Carl Hallbeck

### Göteborgs stift
- Biskop Carl Fredrik af Wingård
- Sven Peter Bexell
- Carl Johan Grevillius
- Sven Hylander

### Kalmar stift
- Biskop Anders Carlsson af Kullberg
- Abraham Ahlqvist
- Anders Georg Elfström

### Karlstads stift
- Biskop Carl Adolph Agardh (från mars 1835; frånvarande[7])
- Anders Lignell
- Torbjörn Morén

### Härnösands stift
- Biskop Frans Michael Franzén
- Laurentius Edvall
- Carl Peter Lindahl (till 3/2 1835)[8]
  - Carl Johan Holm (från 23/3 1835)
- Johan Risberg

### Visby stift
- Biskop Carl Johan Eberstein (frånvarande)
- Johan Enequist (till 20/3 1834)[9]
  - Olof Bolander (från 24/4 1834)
- Henrik Lyth[10]
  - Per Widmark (från 30/3 1835)

### Stockholms stad
- Pastor primarius Johan Olof Wallin
- Mårten Christoffer Bergvall
- Carl Fredric Dahlgren
- Abraham Zacharias Pettersson

### Uppsala universitet
- Samuel Grubbe

### Lunds universitet
- Lorentz Fredrik Westman

### Vetenskapsakademien
- Carl Johan Ekström
- Gabriel Poppius